# IC 4253
IC 4253 — галактика типу SBbc (компактна витягнута галактика) у сузір'ї Гідра.
Цей об'єкт міститься в оригінальній редакції індексного каталогу.